# Guvernementet Vitebsk
Guvernementet Vitebsk var ett guvernement i Kejsardömet Ryssland och Sovjetunionen åren 1802–1924. Det var beläget kring
Dünas mellersta lopp, sydöst om Livland.
Guvernementet hade en yta på 45 167
km2 och 1 984 800 invånare (1915), till 65
procent vitryssar, 20 procent letter, 10 procent judar
och 4 procent polacker. Guvernementet tillhörde det judiska bosättningsområdet i Kejsardömet Ryssland.
Vitebsk bildade till större delen ett typiskt moränlandskap, skogrikt och betäckt med en stor mängd småsjöar (över 2 000) om en sammanlagd areal av 1 183 km2. Huvudfloden är Düna, som rann längs södra gränsen och medelst sin biflod Ulla var förenad med Dnepr genom Beresinakanalen.
Jordbruket var huvudnäring, men spannmålsavkastningen var dock ganska ringa. Linodlingen har däremot varit omfattande. Lin och trävaror utgjorde landets främsta exportvaror.
Guvernementet var indelat i elva distrikt (ujezd): Drissa, Dvinsk, Gorodok, Lepel, Ljutsin, Nevel, Polotsk, Rezjitsa, Sebezj, Velizj och Vitebsk.
Efter första världskriget slöt sig de tre västra distrikten – Dvinsk, Ljutsin och Rezjitsa (omkring 13 750 km2) – 
till den 18 november 1918 i Riga proklamerade republiken Lettland.
- Wikimedia Commons har media som rör Guvernementet Vitebsk.